# Mystic Towers
Mystic Towers är ett datorspel i plattformsgenren, utvecklat av australiska Animation F/X och utgivet av Manaccom i Australien och Apogee Software internationellt den 15 juli 1994. Initialt utgavs spelet endast till MS-DOS, men 2015 blev det även tillgängligt för Windows och Mac OS. Spelaren iklär sig rollen som den excentriske trollkarlen baron Baldric. Hans uppgift är att söka igenom tolv torn och ta kål på olika monster.